# Cats & Dogs
Pour l’article homonyme, voir Cats and Dogs.
Albums de Evidence
I Don't Need Love
(2010) Lord Steppington
(2014)
Singles
1. To Be Continued...
Sortie : 16 août 2010
2. You
Sortie : 1er septembre 2011

Cats & Dogs est le troisième album studio du rappeur Evidence, sorti le 27 septembre 2011.
L'album s'est classé 8e au Top Independent Albums et au Top Rap Albums, 10e au Top R&B/Hip-Hop Albums et 64e au Billboard 200.

## Liste des titres
| No  | Titre                                                           | Contient un (des) sample(s) de | Durée |
| --- | --------------------------------------------------------------- | --- | ----- |
| 1.  | The Liner Notes (featuring Aloe Blacc)                          | Didn't I Fool You de Ruby Andrews Let Me Prove My Love to You de The Main Ingredient                                               | 2:27  |
| 2.  | Strangers                                                       | The Quest de Colin Towns | 4:09  |
| 3.  | The Red Carpet (featuring Raekwon & Ras Kass)                   | God Save America de Congress Alley                                                                                                 | 4:45  |
| 4.  | It Wasn't Me                                                    | Goodbye to Love des Carpenters | 3:26  |
| 5.  | I Don't Need Love                                               | Love's Gonna Get'cha (Material Love) de Boogie Down Productions                                                                    | 3:00  |
| 6.  | You                                                             | You Send Me de Mavis Staples Blind Alley des Emotions I'm Still #1 de Boogie Down Productions Survival of the Fittest de Mobb Deep | 4:18  |
| 7.  | God Bless that Man (Interlude)                                  | | 0:50  |
| 8.  | Fame (featuring Roc Marciano & Prodigy)                         | Who Let the Goons Loose de Nu Jerzey Devil featuring Mysonne                                                                       | 4:09  |
| 9.  | James Hendrix                                                   | Es Färbte Sich Die Wiese Grün de Novalis Who Shot Ya? de The Notorious B.I.G. featuring Puff Daddy                                 | 3:38  |
| 10. | Late for the Sky (featuring Slug & Aesop Rock)                  | Late for the Sky de Jackson Browne Fall in Love de Slum Village                                                                    | 5:37  |
| 11. | Crash                                                           | | 2:42  |
| 12. | Where You Come From? (featuring Rakaa, Lil' Fame & Termanology) | Vessels de Philip Glass Song Cry de Jay-Z Exhibit C de Jay Electronica                                                             | 4:34  |
| 13. | ...                                                             | | 0:04  |
| 14. | To Be Continued...                                              | | 3:13  |
| 15. | Falling Down                                                    | | 4:15  |
| 16. | Well Runs Dry (featuring Krondon)                               | Till Your Well Runs Dry de Peter Tosh                                                                                              | 4:42  |
| 17. | The Epilogue                                                    | Living a Little, Laughing a Little des Spinners Sure Shot des Beastie Boys Dream Shatterer de Big Pun                              | 3:10  |

| 18. | Sleep Deprivation              | | 3:25 |
| 19. | Good Times                     | Bad Luck Into Good Times de Bill House | 4:03 |
| 20. | Same Folks (featuring Fashawn) | The Same Folks That Put You There de Prince Phillip Mitchell Flash It to the Beat de Grandmaster Flash & the Furious Five La Di Da Di de Doug E. Fresh & Slick Rick | 4:40 |